# Squamidium brasiliense
Squamidium brasiliense är en bladmossart som beskrevs av Brotherus 1906. Squamidium brasiliense ingår i släktet Squamidium och familjen Meteoriaceae. Inga underarter finns listade i Catalogue of Life.